# Joan Dagas i Puigbó
Joan Dagas i Puigbó fou un advocat i polític català, diputat a les Corts Espanyoles durant la restauració borbònica.
Llicenciat en dret, nasqué a Ripoll però s'establí a Puigcerdà, on hi exercia d'advocat. Membre del Partido Reformista de Melquíades Álvarez, a les eleccions generals espanyoles de 1923 aconseguí guanyar al candidat de la Lliga Regionalista, Eusebi Bertrand i Serra en el seu feu del districte de Puigcerdà. Tanmateix va perdre l'escó en proclamar-se el setembre de 1923 la dictadura de Primo de Rivera.